# Rina Breda Paltrinieri
Rina Breda Paltrinieri, nata Rina Paltrinieri (Milano, 1891 – Roma, 1977), è stata una scrittrice, commediografa e insegnante italiana specializzata in letteratura per l'infanzia.

## Biografia
Figlia unica, trascorse infanzia e giovinezza a Milano
Diplomatasi alla scuola magistrale intraprese l'attività di insegnante, inizialmente vicino a Milano (Figino, Paderno Dugnano), poi a Milano stessa. Iniziò in questi anni la sua attività di scrittrice, con opere di carattere didattico (Insegnamento allegro Archiviato il 5 marzo 2016 in Internet Archive. e L'attualità dell'asilo), a cui si affiancarono presto i primi libri per l'infanzia (fiabe, racconti e romanzi), alcuni di grande successo e diffusione (Pallino Archiviato il 5 marzo 2016 in Internet Archive.), pubblicati dall'editore Antonio Vallardi di Milano.
Durante gli anni della prima guerra mondiale elaborò per il comune di Milano una serie di cartoline vendute per raccogliere fondi e fornire pellicce ai soldati combattenti. Ottenne il diploma di infermiera e prestò la propria opera presso ospedali militari; infine brevettò un dispositivo Archiviato il 5 marzo 2016 in Internet Archive. per i mutilati degli arti superiori.
Nell'immediato dopoguerra iniziò a collaborare con alcuni periodici per l'infanzia (Ragazzi d'Italia, Il grillo del focolare).
Nel 1920 fu rappresentata una sua opera teatrale in dialetto veneto, Le luzole Archiviato il 5 marzo 2016 in Internet Archive., replicata in diverse città italiane dalla "Compagnia veneziana" di Carlo Micheluzzi. Nel 1921 è la volta di Quel alter portinar, in dialetto milanese, rappresentata a Milano dalla "Compagnia Zoncada".
Nel 1925 sposò Enrico Breda, dal quale ebbe due figli, e si trasferì a Roma per motivi di lavoro del marito, lasciando quindi l'insegnamento. Si intensificano i contributi ai periodici per l'infanzia e ad altri specificatamente didattici (La voce delle maestre d'asilo), le pubblicazioni di testi per la scuola (Primavera di bontà Archiviato il 5 marzo 2016 in Internet Archive., corso di letture per le sei classi della scuola elementare), di racconti Archiviato il 5 marzo 2016 in Internet Archive. (Un burattino ci vuole, Il primo che arriva…), di romanzi per l'infanzia e per ragazzi (Piccole ali e grandi cuori Archiviato il 5 marzo 2016 in Internet Archive., Caporale), e la produzione di testi teatrali per l'infanzia (Il teatro dei piccoli, La bontà è luce di sole, Cinque commedie musicali per i nostri ragazzi Archiviato il 5 marzo 2016 in Internet Archive.). In questi anni pubblicò inoltre il racconto Io, la mia mamma e voi.
La sua attività di scrittrice per l'infanzia proseguì anche nel secondo dopoguerra, con romanzi (http://sillabario.altervista.org/SC/Sc.Cuori.htm), favole (Fiabe… si e no), racconti (Racconti e giochi per i più piccini), poesie Archiviato il 5 marzo 2016 in Internet Archive.) e i suoi testi furono trasmessi dai programmi della radio nazionale (radioscene e componimenti didattici per le scuole elementari: La radio per la scuola elementare), e sulle onde corte, per gli italiani all'estero. Verso la metà degli anni cinquanta fu redattrice e animatrice di un periodico per ragazzi, La vela, un'esperienza durata per circa tre anni.
Le sue commedie furono ancora rappresentate durante gli anni cinquanta e sessanta da compagnie nazionali. Due suoi testi, messi in scena dalla Compagnia di Checco Durante di Roma, vennero trasmessi in televisione (Vetturini… se nasce e Piglia su e porta a casa).
Si spense a Roma più che ottuagenaria.